# Frieder Weinhold
Frieder Weinhold (* 17. August 1953 in Markneukirchen) ist ein deutscher evangelischer Pastor und Gründer des Christlichen Hilfsvereins Wismar e.V. (CHW).

## Leben und Wirken
Frieder Weinhold wuchs im sächsischen Vogtland auf und absolvierte von 1972 von 1977 in Bad Klosterlausnitz ein Studium Evangelischer Theologie am Theologischen Seminar der Evangelisch-methodistischen Kirche (EmK) in der DDR. Von 1985 bis 2009 arbeitete er als Pastor der Evangelisch-methodistischen Gemeinde in Wismar. Anschließend wurde er Mitglied der Evangelisch-Lutherischen Kirche in Norddeutschland.
Während des Jugend-Missionskongress „Mission 87“ in Utrecht wurde er auf eine mögliche Hilfe in Albanien angesprochen. So gründete er im Herbst 1991 mit der Evangelisch-methodistischen Kirche in Wismar die Albanienhilfe, heute Teil des „Christlichen Hilfsvereins Wismar“ und ist seither dessen Vorsitzender sowie dort seit 2006 Projektmanager. Seit Februar 1992 wurden jährlich Hilfstransporte mit Schulmöbeln und Weihnachtspäckchen in das Balkanland gebracht. Seit 1997 besteht die Hilfsstation im Bergdorf Bishnica. Von 1999 bis 2008 war er mit einem Teilzeitauftrag Pastor der EmK in Albanien und gründete in dieser Zeit Gemeinden in den Bergdörfern Bishnica und Buzahishte, in der Kreisstadt Pogradec sowie in der Hauptstadt Tirana. Seine überkonfessionell ausgerichtete Arbeit geschah in enger Kooperation mit der Evangelischen Allianz Albaniens.
Weinhold engagierte sich ehrenamtlich in vielen Vereinen, so von 1997 bis 2002 als Vorsitzender des Stadtjugendrings Wismar, von 1972 bis 1989 als Gründungsmitglied im Jugendarbeitskreis der Evangelischen Allianz in der DDR und Mitbegründer der Arbeitsgemeinschaft der Evangelischen Jugend in Mecklenburg-Vorpommern. Von 2007 bis 2022 war er Mitglied im Hauptvorstand der Deutschen Evangelischen Allianz und ist seit 2017 stellv. Vorsitzender des Vereins „Ökumenischer Kirchenladen e.V.“
2002 war er gemeinsamer Bürgermeisterkandidat der CDU und FDP Wismar. Seit 2013 ist er Mitglied im Landesvorstand Mecklenburg-Vorpommern des Evangelischen Arbeitskreises der CDU/CSU, seit 2014 Mitglied der Wismarer Bürgerschaft und im Kreistag Nordwestmecklenburg. 2014 war er Kandidat für die Wahl zum EU-Parlament, angetreten für die CDU im Wahlkreis Mecklenburg-Vorpommern, 2016 Kandidat für die Wahl zum Landtag Mecklenburg-Vorpommern und 2019 wiederholt Kandidat für die EU-Parlaments Wahl.
Frieder Weinhold ist verheiratet, hat mit seiner Frau 5 Kinder und wohnt in Wismar.

## Auszeichnungen
- 2004: Bundesverdienstkreuz am Bande für sein Engagement in Albanien.[8]
- 2014: Ehrenbürger der Stadt Pogradec.[9] Seit 2019 sind Pogradec und Wismar auf seine Initiative hin Städtepartner.[10]
- Ehrenbürger der beiden albanischen Kommunen Porocan und Velcan.[11]
- Ehrennadel des Landkreises Nordwestmecklenburg[5]